# بربيت قرمزي الخطوط
بربيت قرمزي الخطوط (الاسم العلمي: Capito wallacei) (بالإنجليزية: Scarlet-banded Barbet)‏ هو نوع من الطيور يتبع جنس البربيت من الفصيلة البربيتية.